# Derf Backderf

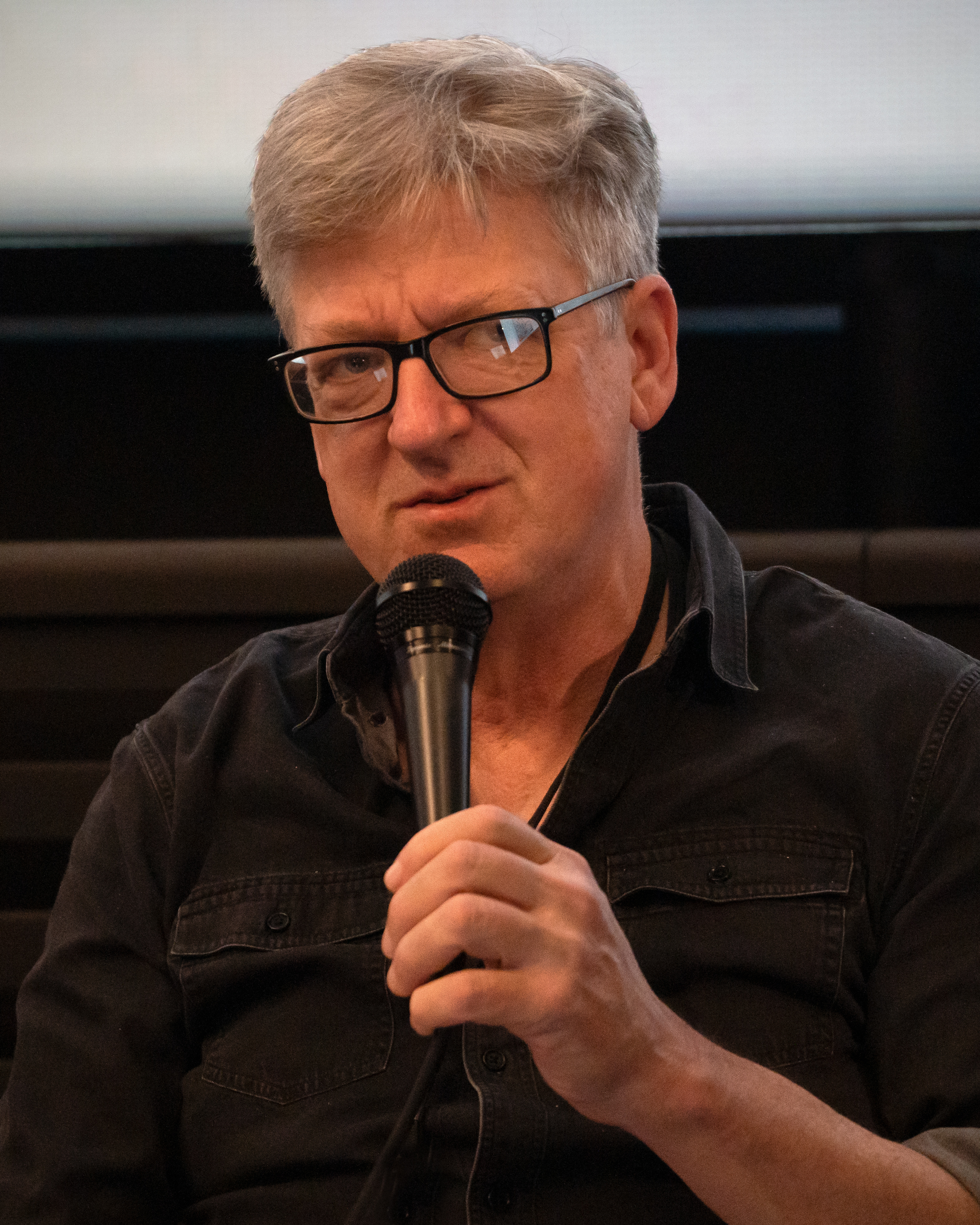
Derf Backderf (2023)

Derf Backderf, auch nur Derf (geboren als John Backderf; * 1959 in Richfield, Ohio), ist ein US-amerikanischer Comicautor.

## Leben und Werk
Backderf wuchs im ländlichen Ohio auf. Er besuchte zunächst die Eastview Junior Highschool und von 1974 bis 1978 die Revere Senior Highschool in Richfield, Ohio. Einer seiner Schulfreunde war der spätere Serienmörder Jeffrey Dahmer. Während der Schulzeit zeichnete Backderf Cartoons für die Schülerzeitung, besuchte aber nach eigenen Angaben keinen einzigen Kunstkurs.  Nach seinem Schulabschluss studierte er Journalismus an der Ohio State University und arbeitete eine Zeit lang als Müllmann, eine Erfahrung, die er später für den Comicband Trashed verarbeitete.
In der Cleveland Edition veröffentlichte er erstmals den Comicstrip The City, der später auch im Plain Dealer und rund 140 weiteren US-amerikanischen Publikationen erschien. In den 1990ern arbeitete Backderf für das Akron Beacon Journal. Zu seinen dortigen Kollegen gehörte Chuck Klosterman. 2010 veröffentlichte er die Graphic Novel Punk Rock and Trailer Parks.
Seine Erinnerungen an die gemeinsame Schulzeit mit Dahmer verarbeitete Backderf in der 2012 veröffentlichten Graphic Novel My Friend Dahmer, deren deutschsprachige Übersetzung Mein Freund Dahmer ein Jahr später erschien. Das Werk wurde 2017 mit Ross Lynch in der Titelrolle als gleichnamiger Film adaptiert. Backderf wurde von Alex Wolff gespielt.
Für Trashed wurde Backderf 2016 mit dem Eisner Award ausgezeichnet.

## Auszeichnungen (Auswahl)
- 2002: Nominierung der im Selbstverlag veröffentlichten, 24-seitigen My Friend Dahmer-Urfassung für den Eisner Award[5]
- 2006: Auszeichnung mit dem Robert F. Kennedy Journalism Award für The City[6]
- 2012: Nominierung für den Ignatz Award für My Friend Dahmer[7]
- 2014: Auszeichnung mit dem Prix Révélation beim Festival International de la Bande Dessinée d’Angoulême für My Friend Dahmer
- 2016: Auszeichnung mit dem Eisner Award für Trashed

## Werke (Auswahl)
- The City (Comicstrip, 1990–2014)
- The City: The World’s Most Grueling Comic Strip (Sammlung, 2003)
- Punk Rock and Trailer Parks (2010)
- Mein Freund Dahmer (2013); Originaltitel: My Friend Dahmer (2012)
- True Stories Vol. 1 (2014)
- Trashed (2015)
- True Stories Vol. 2 (2016)

## Verfilmungen
- 2017: Mein Freund Dahmer (My Friend Dahmer)